# Chrysosoma decellei
Chrysosoma decellei är en tvåvingeart som först beskrevs av Vanschuytbroeck 1966.  Chrysosoma decellei ingår i släktet Chrysosoma och familjen styltflugor.
Artens utbredningsområde är Elfenbenskusten. Inga underarter finns listade i Catalogue of Life.